# Плещеницкая возвышенность
Пле́щеницкая возвы́шенность (бел. Пле́шчаніцкае ўзвы́шша) — часть Минской возвышенности. Располагается в северной части Минской области и южной части Витебской области Белоруссии.
Территория граничит с Нарочано-Вилейской низменностью на западе и Верхнеберезинской низменностями на востоке. Северная граница проходит по долинам рек Вилия и Поня, южная — по долинам Илии и Гайны.

## Геологическое строение
Возвышенность приурочена к Вилейскому погребённому выступу Белорусской антеклизы. Фундамент сложен отложениями среднего девона, перекрытыми антропогеновой толщей средней мощностью 110—120 м. Характер антропогеновых отложений — ледниковый, водно-ледниковый и межледниковый (аллювиального, озёрного, болотного, наклонного происхождения).
Среди полезных ископаемых — легкоплавкие глины, песчано-гравийная смесь, торф.

## Рельеф
Современный грядово-холмистый и холмисто-увалистый рельеф сформирован под воздействием Сожского (Московского) оледенения и более поздних эрозионно-денудационных процессов в позднем антропогене и голоцене. По краям территории расположены насыпные пологие гряды, в глубине присутствуют складчато-чешуйчатые гляциодислокации. Распространены озы и камы. Наиболее холмистой является южная часть возвышенности, где отмечается максимальная высота над уровнем моря.
Наивысшая точка находится на территории, принадлежащей Швабскому сельсовету Логойского района Минской области. Её высота составляет 315,4 м. На вершине ранее был установлен триангулятор.
Территорию прорезают древние лощины стока, по некоторым из которых протекают современные реки.

## Гидрография
Возвышенность является частью водораздела между бассейнами Балтийского и Чёрного морей. На западе протекают реки Двиноса и Илия, притоки Вилии. На востоке — Гайна и Цна (бассейн Березины). Долины рек неглубокие, слаботеррасированные, местами заболоченные. На реке Двиноса организовано Плещеницкое водохранилище.

## Почвы и флора
Преобладающие типы почв — дерново-подзолистые, торфяно-болотные и пойменные.
50 % территории возвышенности покрыто лесом. В северной части преобладают сосновые и елово-сосновые леса. В центральной произрастают зеленомошно-кисличные ельники. На юге — участки елово-сосновых бруснично-моховых и черничных лесов. В поймах рек встречается чёрная ольха.